# 鸡兔同笼
鸡兔同笼问题是中国古代一道算术问题，最早可以追溯至南北朝时期的數學著作《孙子算经》，属于一次方程组问题。

## 雞兔同笼
鸡兔同笼类似的问题第一次出现是在《孙子算经》的下卷中的一道算题：
今有雞、兔同籠，上有三十五頭，下九十四足。問雉、兔各幾何？
用现代汉语表示，就是：「现在笼子里有鸡（雉）和兔子在一起。从上面数一共有三十五个头，从下面数一共有九十四只脚，问一共有多少只鸡、多少只兔子？」
在同一本书中也记载了解法：
上置三十五頭，下置九十四足。半其足，得四十七。以少減多。
也就是说，将脚的总数九十四除以二得到四十七，然后减去头数三十五就得到兔子的数目，然后自然可以得到鸡的数目。

### 原理
《孙子算经》中的解法思路是：首先将所有动物的脚数除以二，这样每只鸡将仅有一只脚，每只兔子将仅有两只脚。这样，鸡的脚数和头数一样，而每只兔的脚数比头数多一。如果所有的动物都是鸡的话，那么将仅有三十五只脚了，但事实上有四十七只脚。而每将一只鸡换成一只兔子的话，就会使得脚的数目增加一。于是用四十七减去三十五，就可以知道有多少只鸡被换成了兔子（也就是兔子的数目）。答案是十二只。
假设法：35头说明鸡和兔共35只，假设35只全为鸡，则应有(35×2)=70只足，实则94只足，还差94-70=24只足，兔子4只足，鸡2只足，一只鸡换成一只兔子可以补上2只足，现需补上24只足，也就是需鸡换兔24÷2=12只，只数不变，足补齐94只，即兔子12只，鸡23只，实际上这其实是二元一次联立方程式用消元求法求X的方法。

### 以代數方式計算
總數為兔子（x）和雞（y）的頭數相加共35隻。
{\displaystyle {\begin{aligned}{\text{Total}}&=\left\vert {}x\right\vert +\left\vert {}y\right\vert \\&=35\end{aligned}}}

一隻兔子比一隻雞多兩隻腳：
{\displaystyle {\begin{aligned}\Delta _{{\text{Single }}x{\text{ feet than }}y{\text{ feet}}}&={\text{feet}}_{x}-{\text{feet}}_{y}\\&=4-2\\&=2\end{aligned}}}

若全部是雞的話，極限會有70隻腳。
{\displaystyle {\begin{aligned}\Sigma _{i=1}^{35}{\text{feet}}_{y}&=2\times {}35\\&=70\end{aligned}}}

事實上多出了24隻兔腳。
{\displaystyle {\begin{aligned}\Delta _{{\text{Total feet than max }}y{\text{ feet}}}&=\Sigma _{i=1}^{35}{\text{feet}}-\Sigma _{i=1}^{35}{\text{feet}}_{y}\\&=94-70\\&=24\end{aligned}}}

24隻兔腳代表其中有12隻雞是兔子偽裝的，所以兔子是12隻。
{\displaystyle {\begin{aligned}x&={\frac {\Delta _{{\text{Total feet than max }}y{\text{ feet}}}}{\Delta _{{\text{Single }}x{\text{ feet than }}y{\text{ feet}}}}}\\&={\frac {24}{2}}\\&=12\end{aligned}}}

兔子有12隻，那雞就有23隻。
{\displaystyle {\begin{aligned}y&={\text{Total}}-x\\&=35-12\\&=23\end{aligned}}}